# Greta Zuccheri Montanari
Greta Zuccheri Montanari (Bologna, 7 agosto 1999) è un'attrice italiana.

## Biografia
Ha debuttato nel film L'uomo che verrà (2009), diretto da Giorgio Diritti, dove ha interpretato la parte di Martina. La sua performance le ha valso la candidatura al premio David di Donatello 2010 come miglior attrice protagonista e il conseguimento del premio Alida Valli al Bif&st 2010.
Nel 2017 prende parte al nuovo film di Pupi Avati, Il fulgore di Dony. Nel 2022 partecipa al cortometraggio Le pupille di Alice Rohrwacher. 

## Filmografia

### Cinema
- L'uomo che verrà, regia di Giorgio Diritti (2009)

### Cortometraggi
- Amigdala, regia di Lorenzo Ferrante (2011)
- Le pupille regia di Alice Rohrwacher (2022)

### Televisione
- Il fulgore di Dony, regia di Pupi Avati (2018)